# Честахівський Григорій Миколайович
Честахівський Григорій (*1820, Нова Прага, Херсонська губернія, Російська імперія — †березень 1893, Петербург, Російська імперія) — український маляр, приятель Тараса Шевченка, автор спогадів про нього.
Був одним з ініціаторів й організаторів поховання Тараса Шевченка на Чернечій горі біля Канева. Саме через його наполягання Шевченка поховали не на Щекавицькій горі в Києві, де студенти вже й могилу були викопали, не в Качанівці, як наполягав Василь Тарновський, а на Чернечій горі.

## Життєпис

Григорій Честахівський в молоді роки

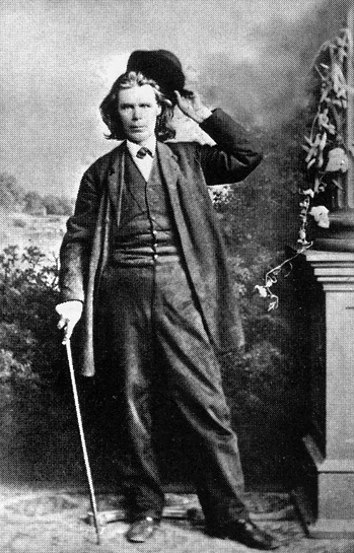
Григорій Честахівський

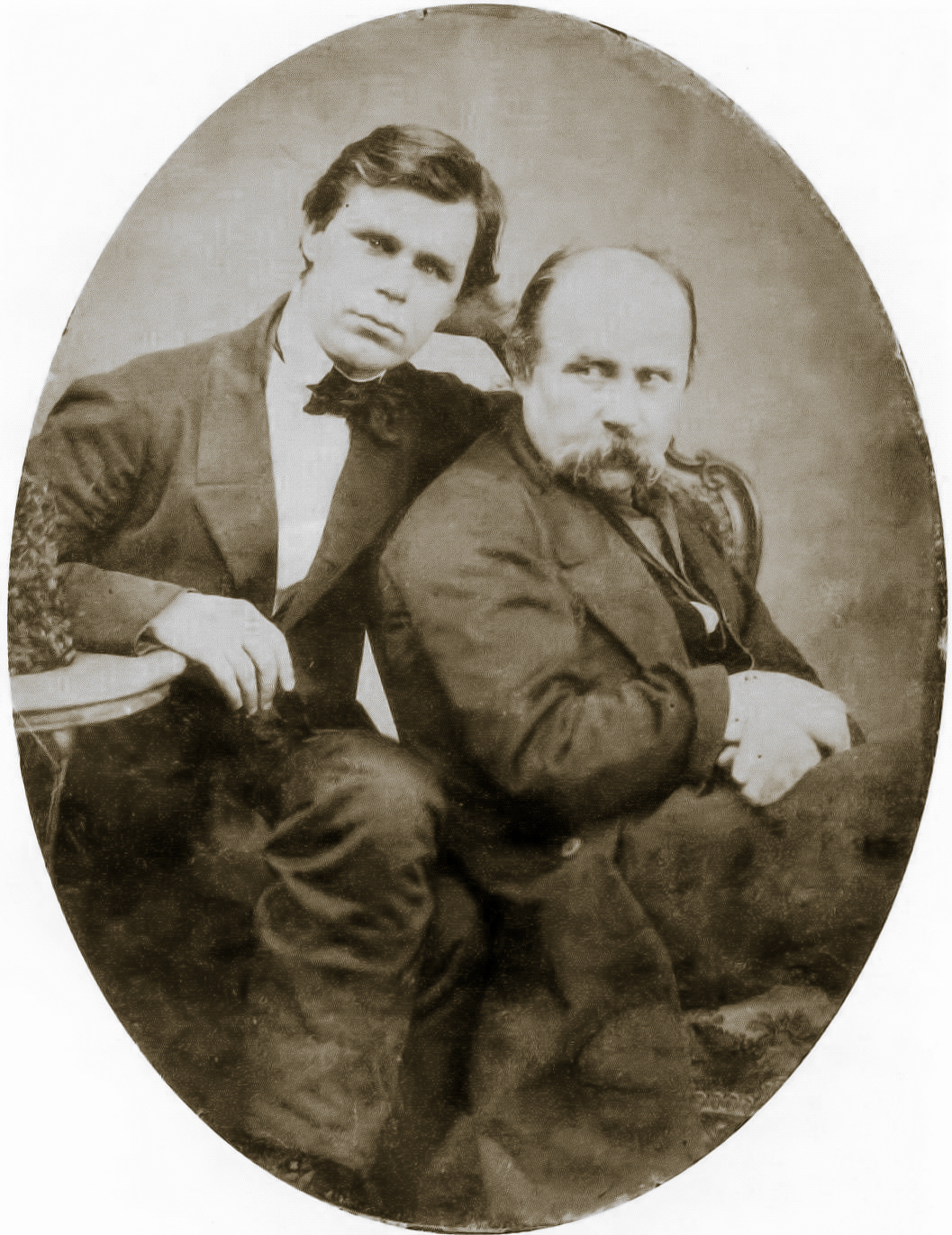
Честахівський та Шевченко. Фото 1860

Народився в сім'ї військового поселенця. У 1841 він був уже одружений і мав чотирирічну доньку Євдокію. У Новій Празі та околицях знали Честахівського як умілого іконописця.
Новопразьким іконописцем зацікавився командир кавалерійського корпусу барон Дмитро Остен-Сакен. На якійсь із виставок він побачив твори Григорія Честахівського й відзначив обдарування їхнього автора. Честахівський на ту пору вже мав поважні замовлення, серед них — іконостас Єлисаветградської церкви Святого Володимира.
Про художника-самоука, зрештою, стало відомо й генерал-губернатору Михайлу Воронцову, який у червні 1842 року звернувся до директора департаменту військових поселень Клейнміхеля з клопотанням про його підтримку. Д. Остен-Сакен навіть написав листа на ім'я самого Миколи I, після чого цар звелів узяти Г. Честахівського на службу до головного управління корпусу інженерів військових поселень у Петербурзі.
7 грудня 1843 його зарахували до Імператорської академії мистецтв вільним відвідувачем. Кошти на навчання та утримання Г. Честахівського сплачував Академії Департамент військових поселень. Що ж до родинного життя художника, то воно фактично закінчилося, оскільки його дружина й донька назавжди залишилися в Новій Празі.
Атестат про звання некласного художника історичного й портретного живопису Григорій Честахівський отримав аж у вересні 1855. А в 1858 до Петербурга повернувся із заслання Тарас Шевченко. З того часу «Гриць» Честахівський стає його нерозлучним другом, часто відвідує поета в його майстерні; після смерті ж Шевченка бере на себе обов'язки головного розпорядника похорону. Листи, нотатки й малюнки Честахівського виявилися найповнішим літописом прощання з поетом, його похорону й перепоховання «на Вкраїні милій».
Неподалік від могили на Чернечій горі він і поселився, проте через кілька місяців після розмови з Київським генерал-губернатором князем І. Васильчиковим змушений був повернутися до Петербурга, зобов'язавшись більше ніколи не з'являтися в Київській губернії. Причиною цього став неабиякий переполох серед місцевих поміщиків-поляків, яких налякало масове паломництво до Шевченкової могили, а також чутки, що в домовині насправді заховано свячені ножі, за які начебто от-от візьмуться селяни й тоді почнеться нова гайдамаччина. Честахівський, який поширював серед простолюду книжечки з віршами Тараса Шевченка, мимоволі опинився в ролі головного підбурювача, хоча насправді був він прихильником не бунту, а покори й освіти.

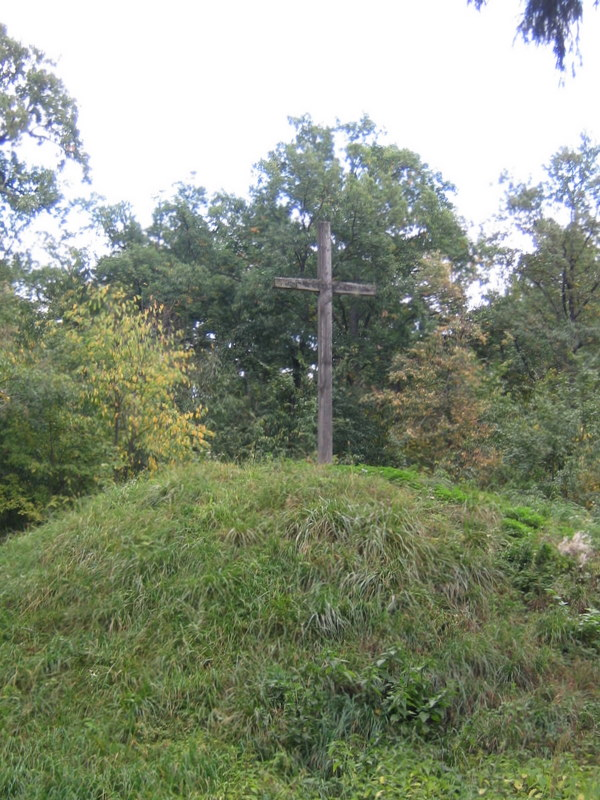
Могила Честахівського в Качанівці

Після багатьох років служби в Петербурзі Григорій Честахівський останні свої десять літ життя майже безвиїзно жив у Качанівці, де йому дав притулок Василь Тарновський.
Помер у березні 1893 в Петербурзі. Його тіло Василь Тарновський перевіз до Качанівки, де у качанівському парку його й поховали, насипавши високу могилу.

## Твори
Серед інших творів Честахівського:
- «Селяни біля труни Т. Шевченка»,
- «Труна Т. Шевченка в дорозі»,
- «Труна Т. Шевченка на пароплаві в дорозі до м. Канева»,
- «Труна Т. Шевченка в церкві» (усі 1861).